# Edoardo Reja
Edoardo "Edy" Reja, född 10 oktober 1945 i Gorizia i Italien, är en italiensk fotbollstränare och före detta fotbollsspelare. Reja är son till en slovensk far och en italiensk mor från Friuli. Reja behärskar samtliga de tre lokala språken friuliska, italienska och slovenska.

## Spelarkarriär
Reja inledde sin seniorkarriär i Società Polisportiva Ars et Labor 1907. Där spelade Reja på mittfältet tillsammans med den ett år yngre Fabio Capello. 1965 kom laget på andra plats i den italienska ungdomsserien, Campionato Primavera, bakom Juventus. Utöver SPAL spelade Reja också i fotbollsklubbarna Palermo, Alessandria och Benevento.

## Tränarkarriär
Under 80-talet tränade Reja en rad mindre provinsklubbar från norra Italien hemmahörandes i de lägre divisionerna, såsom Treviso och klubben från sin hemstad, Pro Gorizia. 1989 fick han dock ta över Serie B-klubben Pescara, efter att ha tränat klubbens ungdomslag under de två föregående säsongerna. I samma serie tränade han sedan även Cosenza, Hellas Verona och  Lecce med varierande framgångar innan han säsongen 1996/1997 vann Serie B med Brescia. Istället för att fortsätta träna Brescia i Serie A, valde Reja istället att fortsätta i Serie B som tränare för Torino. 
Med Torino lyckades Reja 1997/1998 nå en femteplacering i Serie B med 62 poäng, samma antal poäng som fjärdeplacerade Perugia. Detta innebar playoff-spel mellan de båda lagen på den neutrala arenan Stadio Giglio i Reggio Emilia. Efter att matchen slutat 1-1 efter full tid fick tillställningen avgöras via straffläggning, vilken Perugia vann med 5-4.

### Reja får chansen i Serie A
Edy Reja skulle dock slutligen få sin chans att träna ett lag i Serie A när han säsongen 1998/1999 fick ta över Vicenza, dock slutade man näst sist i Serie A och degraderades således redan efter en säsong. Säsongen därpå vann man Serie B och Vicenza och Reja var återigen tillbaka i högsta divisionen. Återtåget till Serie A blev dock bara ettårigt och till säsongen 2001/2002 var man tillbaka i Serie B.
Han tillbringade sedan kortare perioder i Genoa och Catania innan han i november 2003 ersatte Giampiero Ventura i Cagliari. Där lyckades han föra klubben till en andraplats i Serie B, vilket innebar avancemang till Serie A. Trots detta blev det ingen fortsättning för Reja i Cagliari.

### SSC Napoli
I januari 2005 stod det klart att Reja skulle ta över Napoli i Serie C1. Även här var Reja ersättare till Giampiero Ventura. Under Reja lyckades Napoli avancera genom både Serie C1 och Serie B på bara två år, vilket innebar att Napoli var tillbaka i Serie A för första gången sedan 2001. Återtåget till Serie A slutade med en åttondeplats för Napoli, vilket dittills var den högsta placering Reja lyckats nå i det italienska seriesystemet som tränare. Den placeringen innebar även spel i Intertotocupen 2008. Säsongen 2008/2009 inleddes bra, men Napoli gick sämre under den sista hälften av säsongen. Efter en 0-2-förlust mot Lazio på San Paolo i den 28:e omgången meddelade Napoli att Reja fått sparken efter fyra år vid rodret. Han ersattes av den tidigare italienske förbundskaptenen Roberto Donadoni.

### SS Lazio
I augusti 2009 tog han över den kroatiska klubben Hajduk Split. Där tillbringande han bara drygt ett halvår sedan han fått ett erbjudande i februari 2010 att ta över som tränare i Rom-laget Lazio som precis sparkat Davide Ballardini. Lazio befann sig då i fritt fall och kämpade för att undvika degradering till Serie B. Reja lyckades få ordning på laget och till sist hamnade klubben 12:a i Serie A, med sju poäng ner till nedflyttningsplats. 
Säsongen 2010/2011 imponerade Lazio stort under Reja då man överraskande ledde Serie A efter 9 omgångar, med fyra poäng ner till tvåan Inter. Till slut hamnade klubben 5:a i Serie A på 66 inspelade poäng och missade kval till UEFA Champions League på inbördes bortamål gentemot Udinese. Istället fick man nöja sig med en plats UEFA Europa League 2011/2012.
Säsongen 2011/2012 stod Lazio återigen för en imponerande säsong under Rejas styre. Man vann båda derbyna mot rivalen Roma och besegrade AC Milan för första gången på 14 år. Trots detta avgick han som tränare 17 maj 2012, trots att Lazios president Claudio Lotito vädjade om att han skulle stanna kvar. Reja ersattes av bosniern Vladimir Petković.
Den 4 januari 2014 stod det dock klart att Reja återigen var tränare för Lazio, efter att Petković fått sparken. I sin första match som nygammal tränare vann Lazio hemma på Olimpico mot Inter med 1-0, efter ett sent avgörande av Miroslav Klose. Han satt på tränarbänken säsongen ut och förde Lazio till en niondeplats. Till den efterföljande säsongen ersattes Reja av Stefano Pioli.

### Atalanta
I mars 2015 stod det klart att Reja ersatte Stefano Colantuono som tränare för Atalanta. Laget hade gått knackigt  under säsongens ligaspel, men lyckades säkra nytt kontrakt med Reja vid rodret.